# Talaingod
Talaingod ist eine philippinische Stadtgemeinde in der Provinz Davao del Norte. Sie hat 27.482 Einwohner (Zensus 1. August 2015).

## Baranggays
Talaingod ist politisch in drei Baranggays unterteilt.
- Dagohoy
- Palma Gil
- Santo Niño